# Сейлем (округ Салин, Арканзас)
Сейлем (англ. Salem, Arkansas) — статистически обособленная местность, расположенная в округе Салин (штат Арканзас, США) с населением в 2789 человек по статистическим данным переписи 2000 года.

## География
По данным Бюро переписи населения США статистически обособленная местность Сейлем имеет общую площадь в 9,06 квадратных километров, водных ресурсов в черте населённого пункта не имеется.
Статистически обособленная местность Сейлем расположена на высоте 143 метра над уровнем моря.

## Демография
По данным переписи населения 2000 года в Сейлеме проживало 2789 человек, 857 семей, насчитывалось 1069 домашних хозяйств и 1096 жилых домов. Средняя плотность населения составляла около 314,8 человек на один квадратный километр. Расовый состав Сейлема по данным переписи распределился следующим образом: 98,03 % белых, 0,32 % — чёрных или афроамериканцев, 0,47 % — коренных американцев, 0,18 % — азиатов, 0,65 % — представителей смешанных рас, 0,36 % — других народностей. Испаноговорящие составили 1,08 % от всех жителей статистически обособленной местности.
Из 1069 домашних хозяйств в 34,8 % — воспитывали детей в возрасте до 18 лет, 68,8 % представляли собой совместно проживающие супружеские пары, в 8 % семей женщины проживали без мужей, 19,8 % не имели семей. 17,4 % от общего числа семей на момент переписи жили самостоятельно, при этом 5,5 % составили одинокие пожилые люди в возрасте 65 лет и старше. Средний размер домашнего хозяйства составил 2,61 человек, а средний размер семьи — 2,94 человек.
Население статистически обособленной местности по возрастному диапазону по данным переписи 2000 года распределилось следующим образом: 24,7 % — жители младше 18 лет, 8 % — между 18 и 24 годами, 29,2 % — от 25 до 44 лет, 27,5 % — от 45 до 64 лет и 10,5 % — в возрасте 65 лет и старше. Средний возраст жителей составил 39 лет. На каждые 100 женщин в Сейлеме приходилось 99,9 мужчин, при этом на каждые сто женщин 18 лет и старше приходилось 97,7 мужчин также старше 18 лет.
Средний доход на одно домашнее хозяйство в статистически обособленной местности составил 44 681 доллар США, а средний доход на одну семью — 52 216 долларов. При этом мужчины имели средний доход в 33 207 долларов США в год против 26 337 долларов среднегодового дохода у женщин. Доход на душу населения в статистически обособленной местности составил 21 301 доллар в год. 3,9 % от всего числа семей в округе и 3,1 % от всей численности населения находилось на момент переписи населения за чертой бедности, при этом 6,9 % из них были моложе 18 лет и — в возрасте 65 лет и старше.